# Athripsodes barnardi
Athripsodes barnardi är en nattsländeart som först beskrevs av Jacquemart 1960.  Athripsodes barnardi ingår i släktet Athripsodes och familjen långhornssländor. Inga underarter finns listade i Catalogue of Life.